# Periptyctus testaceus
Periptyctus testaceus là một loài bọ cánh cứng trong họ Corylophidae. Loài này được Tomaszewska & Slipinski miêu tả khoa học đầu tiên năm 2002.